# Meridiano 90 oeste
El Meridiano 90 oeste de Greenwich es una línea de longitud que se extiende desde el Polo Norte cruzando el Océano Ártico, Norteamérica, el Golfo de México, Centroamérica, el océano Pacífico, el océano Antártico y la Antártica hasta llegar al polo sur.
En la Antártica, este meridiano define el límite oeste del territorio reclamado por Chile.
El meridiano 90 oeste forma un gran círculo con el Meridiano 90 este.

## De polo a polo
Del polo norte al polo sur, este meridiano atraviesa:
| Coordenadas                       | País, territorio o mar | Notas |
| --------------------------------- | ---------------------- | --- |
| 90°0′N 90°0′O / 90.000, -90.000   | Océano Ártico          | |
| 81°54′N 90°0′O / 81.900, -90.000  | Canadá                 | Nunavut — Isla de Ellesmere |
| 78°17′N 90°0′O / 78.283, -90.000  | Bahía de Noruega       | |
| 77°22′N 90°0′O / 77.367, -90.000  | Canadá                 | Nunavut — Isla Graham |
| 77°13′N 90°0′O / 77.217, -90.000  | Bahía de Noruega       | |
| 76°50′N 90°0′O / 76.833, -90.000  | Canadá                 | Nunavut — Isla Kent del Norte e Isla Devon |
| 74°34′N 90°0′O / 74.567, -90.000  | Estrecho de Barrow     | |
| 74°4′N 90°0′O / 74.067, -90.000   | Canadá                 | Nunavut — Port Leopold |
| 73°59′N 90°0′O / 73.983, -90.000  | Prince Regent Inlet    | |
| 72°4′N 90°0′O / 72.067, -90.000   | Canadá                 | Nunavut — Isla de Baffin |
| 71°31′N 90°0′O / 71.517, -90.000  | Golfo de Boothia       | |
| 69°7′N 90°0′O / 69.117, -90.000   | Canadá                 | Nunavut — varias islas incluyendo Isla de Helen |
| 63°46′N 90°0′O / 63.767, -90.000  | Bahía de Hudson        | |
| 57°1′N 90°0′O / 57.017, -90.000   | Canadá                 | Manitoba Ontario — desde 56°13′N 90°0′O / 56.217, -90.000 |
| 48°3′N 90°0′O / 48.050, -90.000   | Estados Unidos         | Minnesota |
| 47°49′N 90°0′O / 47.817, -90.000  | Lago Superior          | |
| 46°41′N 90°0′O / 46.683, -90.000  | Estados Unidos         | Michigan Wisconsin — desde 46°19′N 90°0′O / 46.317, -90.000 Illinois — desde 42°30′N 90°0′O / 42.500, -90.000 Misuri — desde37°58′N 90°0′O / 37.967, -90.000 Arkansas — desde 36°0′N 90°0′O / 36.000, -90.000 Tennessee — desde35°33′N 90°0′O / 35.550, -90.000, pasando a través Memphis (a 35°8′N 90°0′O / 35.133, -90.000) Misisipi — desde 35°0′N 90°0′O / 35.000, -90.000 Luisiana — desde 31°0′N 90°0′O / 31.000, -90.000, pasando junto al este de Nueva Orleans (a 29°58′N 90°3′O / 29.967, -90.050) |
| 29°13′N 90°0′O / 29.217, -90.000  | Golfo de México        | |
| 21°10′N 90°0′O / 21.167, -90.000  | México                 | Yucatán Campeche — desde 20°28′N 90°0′O / 20.467, -90.000 |
| 17°49′N 90°0′O / 17.817, -90.000  | Guatemala              | |
| 13°57′N 90°0′O / 13.950, -90.000  | El Salvador            | |
| 13°41′N 90°0′O / 13.683, -90.000  | Océano Pacífico        | Pasando al oeste de Isla Genovesa, Galápagos, Ecuador (en 0°19′N 89°58′O / 0.317, -89.967) · Pasando al oeste de Isla Santa Fe, Galápagos, Ecuador (en 0°49′S 90°2′O / -0.817, -90.033) |
| 60°0′S 90°0′O / -60.000, -90.000  | Océano Antártico       | |
| 72°28′S 90°0′O / -72.467, -90.000 | Antártida              | Límite oeste del territorio reclamado por Chile |